# 애니 : 널 사랑해
《애니 : 널 사랑해》(爱你)는 2025년 방송되었던 중국의 웹 드라마이다.

## 등장 인물
- 장링허 (张凌赫) - 허쑤예 역
- 쉬뤄한 (徐若晗) - 선시판 역